# Виддер (вспомогательный крейсер)
«Виддер» (нем. Widder) — немецкий вспомогательный крейсер времён Второй мировой войны. HSK-3, бывшее грузовое судно «Ноймарк» (нем. Neumark), в германском флоте обозначался как «Судно № 21», во флоте Великобритании — «Рейдер „D“».

## История создания
Судно было построено в Киле на верфи «Ховальдтсверке» для линии «Гамбург—Америка» ГАПАГа и в 1930 году под названием «Ноймарк» спущено на воду.
В 1939 году было реквизировано, переоборудовано фирмой «Блом унд Фосс» во вспомогательный крейсер и 9 декабря 1939 года пополнило ряды кригсмарине под названием «Виддер».

## Боевые действия

### Рейдерский поход
6 мая 1940 года корабль отправился в плавание под командой капитана 3-го ранга Хельмута фон Руктешелля. Проскользнув через Датский пролив, он направился в отведённый ему для боевых действий сектор Атлантики. В течение 5 ½ месяцев он захватил и потопил десять судов.
По завершении своего задания он вернулся в оккупированную Францию 31 октября 1940 года.

### Судьба
После возвращения из похода у «Виддера» имелись серьёзные проблемы с двигательной установкой, поэтому «Виддер» был вновь переименован в «Ноймарк» и использовался в Норвегии в качестве ремонтного судна. Вооружение, снятое с «Виддера», было установлено на госпитальное судно «Бонн», переоборудованное в новый вспомогательный крейсер под именем «Михель».
После войны «Ноймарк» перешёл Великобритании и служил под названием «Улисс» (англ. Ulysses), затем в 1950 году был обратно продан Германии как «Фехенхайм» (нем. Fechenheim), в 1955 потерпел крушение в Бергене.
«Виддер» стал единственным немецким вспомогательным крейсером участвовавшим в боевых действиях и пережившим войну. Его капитан, Хельмут фон Руктешелль, стал одним из двух командиров кораблей Германии осуждённых после войны за военные преступления.

### Результаты
Потопленные и захваченные суда:
| Дата            | Название судна    | Тип            | Принадлежность | Тоннаж, брт | Груз | Судьба                        |
| --------------- | ----------------- | -------------- | -------------- | ----------- | ---- | ----------------------------- |
| 13 июня 1940    | British Petrol    | танкер         | Великобритания | 6 891       |      | потоплено торпедой            |
| 26 июня 1940    | Krosfonn          | танкер         | Норвегия       | 9 323       |      | приз, направлено в Бордо      |
| 10 июля 1940    | Davisian          | грузовое судно | Великобритания | 6 433       |      | потоплено торпедой            |
| 13 июля 1940    | King John         | грузовое судно | Великобритания | 5 228       |      | потоплено артиллерией         |
| 4 августа 1940  | Beaulieu          | танкер         | Норвегия       | 6 114       |      | потоплено артиллерией         |
| 8 августа 1940  | Oostplein         | грузовое судно | Нидерланды     | 5 059       |      | потоплено торпедой            |
| 10 августа 1940 | Killoran          | барк           | Финляндия      | 1 817       |      | потоплено подрывными зарядами |
| 21 августа 1940 | Anglo-Saxon       | грузовое судно | Великобритания | 5 596       |      | потоплено торпедой            |
| 2 сентября 1940 | Cymbeline         | танкер         | Великобритания | 6 317       |      | потоплено торпедой            |
| 8 сентября 1940 | Antonios Chandros | грузовое судно | Греция         | 5 866       |      | потоплено артиллерией         |

Общий тоннаж потопленных и захваченных «Виддером» судов составляет около 59 000 брт.